# 羽場みきえ
羽場 みきえ（はば みきえ、1923年月日 - 2000年9月14日）は、青森県出身の教育家。舘田学園元理事長。

## 経歴
- 1943年 東京家政学院卒。
- 1948年 五所川原家庭寮を母・舘田きねと共に創設。
- 1949年 五所川原家政学院と改称。
- 1956年 学校法人舘田学園となる。
- 1964年 舘田学園理事長に就任。 1970年9月まで。
- 1973年 学校法人舘田学園五所川原第一高等学校と校名変更。
- 2000年9月14日 死去。

| スタブアイコン | サブスタブ | この項目は、まだ閲覧者の調べものの参照としては役立たない、人物に関連した書きかけの項目です。この項目を加筆・訂正などしてくださる協力者を求めています（P:人物伝/PJ:人物伝）。 |